# Lamelligomphus jiuquensis
Lamelligomphus jiuquensis är en trollsländeart som beskrevs av Liu 1993. Lamelligomphus jiuquensis ingår i släktet Lamelligomphus och familjen flodtrollsländor. Inga underarter finns listade i Catalogue of Life.